# Mispila minor
Mispila minor är en skalbaggsart som först beskrevs av Maurice Pic 1926.  Mispila minor ingår i släktet Mispila och familjen långhorningar. Inga underarter finns listade i Catalogue of Life.